# 永安里 (新屋區)
永安里位於台灣桃園市新屋區社子溪北岸。社子溪侵蝕臺地而形成高崖地貌，俗稱「崁」；先民在崁上建屋成村，因此名為崁頭屋。早年前來新屋區、楊梅區之移民，多以崁頭屋為口岸，而此地也是重要貿易港，為全區最具歷史價值的地方。因崁頭村名不雅（音同砍頭），1959年2月2日由臺灣省政府主席周至柔改名永安，而崁頭屋港亦改名為永安漁港。